# Robert Merrill King
Robert Merrill King ( 1930 - 2007) fue un botánico estadounidense.
Entre 1971 y 1972 realizó estudios en el "Departamento de Botánica, del Museo Nacional de Historia Natural, sobre Compositae.
Realizó entensas expediciones al sur de EE. UU. y norte de México.

## Algunas publicaciones
- Field notes. México, 1958-1959[2]
- Field notes. Texas and Mexico, 1959-1960
- King, R.M.; T.R.Soderstrom. Field notes. México, 1961
- 1961. Meiotic Chromosome Numbers for Two Species of the Genus Psittacanthus (Loranthaceae). The Southwestern Naturalist, Vol. 6, N.º 1 (10 jun 1961), pp. 48-49
- Field notes. Michigan, Maine, North Carolina, New Hampshire. Vol. 1, 1950-1958; Vol. 2, 1960-1962
- 1987. King, R.M.; H. Robinson. The genera of the Eupatorieae (Asteraceae). Lawrence, Kansas The Missouri Botanical Garden. 581 pp. ISBN 99914-4-825-X
- 1990. King, R.M.; H. Robinson. The Genera of the Eupatorieae (Asteraceae). Brittonia, Vol. 42, N.º 2 (abr-jun 1990), pp. 155-157
- 2010. School Interests and Duties Developed from Page's Mutual Duties of Parents and Teachers, from Various Public Report and Documents, and from Bulleti. Con David Perkins Page. Edición reimpresa

de Nabu Press, 346 pp. ISBN 1178373568
- La abreviatura «R.M.King» se emplea para indicar a Robert Merrill King como autoridad en la descripción y clasificación científica de los vegetales.[3]